# I.L
I.L (アイエル, Aieru) is een seinen manga van Osamu Tezuka. Hij werd oorspronkelijk uitgegeven in het tijdschrift Big Comic van 10 augustus 1969 tot en met 25 maart 1970.
De strip werd naar het Frans vertaald door Casterman in diens "Sakka" collectie in 2006.

## Verhaal
Imari Daisaku is een filmmaker die vroeger succes kende, maar zijn populariteit verloor na de Apollo maanlanding. Door deze gebeurtenis wordt wetenschap boven mythe verkozen door zijn fans en worden zijn films als te fantasievol gezien.
Een waarzegger leidt Daisaku naar een mysterieus huis. Daar ontmoet hij graaf Alucard. Alucard is onder de indruk van Daisaku's trouw aan het fantasievolle ondanks de vooruitgang in de wetenschappelijke wereld en wil hem steunen. Hiervoor schenkt hij Daisaku de "I.L", een pop van een jonge vrouw die zichzelf kan transformeren in eender welk persoon. Daisaku start een bedrijfje waarbij hij I.L verhuurt als dubbelganger voor zijn klanten. Elk hoofdstuk is een klein moraalspel waarin I.L haar krachten gebruikt om onrechtvaardigheden te verhelpen.